# Puebla de Guzmán
Puebla de Guzmán es un municipio español de la provincia de Huelva, Andalucía. El municipio cuenta con una población de 3095 habitantes (INE 2024). Su extensión superficial es de 337 km² y tiene una densidad de 9,24 hab/km². Sus coordenadas geográficas son 37° 36′ N, 7° 15′ O. Se encuentra situada a una altitud de 214 metros y a 63 kilómetros de la capital, Huelva. Limita al norte con Paymogo y Santa Bárbara de Casa.

## Demografía
Puebla de Guzmán cuenta con una población de 3095 habitantes (INE 2024).
| Gráfica de evolución demográfica de Puebla de Guzmán entre 1842 y 2021                                              |
| |
| Población de derecho según los censos de población del INE Población de hecho según los censos de población del INE |

| 3215                      | 3210 | 3191 | 3140 | 3190 | 3100 | 3095 | 3131 | 3194 | 3114 | 3127 | 3073 | 3092 |
| (Fuente: INE [Consultar]) |      |      |      |      |      |      |      |      |      |      |      |      |

## Historia
La comarca del Andévalo estuvo habitada desde tiempos inmemoriales. Se cree que la palabra Andévalo tiene su origen en el dios prerromano Endovélico,[cita requerida] dios del «Infierno y la noche, de la adivinación y de la salud» y, adoptabamaoa forma de jabalí, al cual se adoraba también en las tierras del actual Portugal. La primera huella prerromana hallada procede del paraje conocido como La Longuera, en el cual se encontró una tumba con restos de cerámica y otros vestigios.[cita requerida]
Existen pruebas de la actividad minera desarrollada por los romanos, habiéndose extraído cobre, hierro y plata entre otros metales en las minas de las Cabezas del Pasto, Las Herrerías, Cabezo de Gibraltar y otras. En los alrededores del Cabezo del Águila se encontraron una piedra funeraria con inscripciones y otros restos.[cita requerida]
También la civilización islámica dejó sus huellas entre las que destacan unos trozos de pizarra con inscripciones. Asimismo legó la huella de su paso, en el término, como el castillo-fortificación en la finca Zurita.[cita requerida] Hallazgos de tumbas árabes e, inclusive en la propia Peña, la evidencia de una ocupación y utilización como enclave defensivo de singular importancia en aquellos tiempos.
En la Edad Media existían dos poblados denominados Alquería de la Vaca y Alquería de Juan Pérez. La localidad nace alrededor del castillo de Alfayat, que según parece fue construido entre los años 1262 y 1298 y unos cien años después hay noticias de que el lugar era conocido como La Alquería de Juan Pérez. En este punto nos remitimos a Francisco Núñez Roldán, que dice "Niebla era la cabecera del Condado". Su amplio término comprendía numerosos pueblos y aldeas existentes ya o de nueva creación o repoblación. En la concesión real de este señorío tan extenso se incluyeron amplios derechos sobre el campo del Andévalo y es en esta área donde se encontraban los lugares de Puebla de Guzmán, Paymogo, Villanueva de las Cruces, Cabezas Rubias, Calañas, Alosno y El Almendro.
Puebla de Guzmán era una de las entidades de población que aparecen en la concesión del señorío, denominándose entonces Alcaría de Juan Pérez. En 1427 se tomó posesión de ella en nombre del conde y se designó nuevo alcalde y alguacil, aludiéndose a la existencia de otros vecinos, y añade el autor: "Así pues, el lugar no era de nueva creación, sin duda".
El 7 de enero de 1445, don Juan de Guzmán, conde de Niebla, con el motivo de revitalizar demográficamente su señorío, concedió una serie de franquicias a sus pobladores y a aquellos que se estableciesen allí por primera vez.
Otra fecha importante fue la del 3 de febrero de 1481, cuando según consta documentalmente aparece por primera vez el nombre de la Puebla de Guzmán, suponiéndose que este cambio de nombre debió justificarse por el interés del duque de Medina Sidonia por demostrar su pertenencia al llevar su apellido.
En 1481 aparece ya la denominación de Puebla de Guzmán, concediéndose en 1796 el título de Villa por el Rey Carlos IV de España.

### Edad Moderna
Durante el siglo XVII fue constante escenario de invasiones portuguesas consecuencia de la guerra para conseguir Portugal la separación del Reino de España. De esta época data la construcción, rodeando la iglesia de Santa Cruz, del fuerte abaluartado por el Barón de Santa Cristina, siguiendo el mandato del duque de Medinaceli. Este clima bélico también se repitió al principio del siglo XVIII durante la guerra de sucesión española, que trajo el primer rey borbón. Es en este momento de cuando deben datar unos cuarteles que se adosaron a la muralla sur del fuerte. A mediados de siglo se aprovechó la necesidad de ampliar la iglesia para construir un presbiterio en forma de fuerte torreón, lo que permitía el emplazamiento de soldados con mosquetes en su azotea. Una escalera de caracol permite el acceso a la misma desde el exterior de la iglesia. También se reformó el trazado de las murallas del lado este del fuerte y se adosaron unos pabellones militares al exterior del muro de la epístola. Las directrices para estas obras de mediados del siglo XVIII fueron indicadas por el ingeniero militar Antonio de Gaver, si bien el proyecto definitivo lo redactó el también ingeniero Joseph Barnola. Hoy día nada queda de las murallas del siglo XVII y los cuarteles de principios del XVIII. Tan sólo el torreón con su escalera de caracol, los pabellones adosados al muro de la epístola, un tramo de muralla situado junto a la esquina NE del presbiterio y parte de los polvorines (actualmente utilizados por la Iglesia) son testimonios del enclave defensivo. (Más información)

### Edad Contemporánea
A principios del siglo XIX fue invadida por los franceses. Si bien la guerra no traería en sí consecuencias nefastas, surgiría a partir de ella, uno de los episodios que, en la historia reciente, ha tenido consecuencias importantes. Los franceses no estuvieron en Puebla de Guzmán de forma fija, pero sí fue sitio de paso para la conquista de Sevilla y la de Badajoz, por tropas al mando del general Soult. Sin embargo, parece ser que el castillo, ya en su última época sirvió de cuartel para las tropas españolas.
Apuntado algún otro dato sobre la historia de esta localidad eminentemente andevaleña, en el año 1840, la Diputación Provincial, ante la continuidad de las acciones de bandos a consecuencia de los repartos de 1812, decide, tras el desacato a una providencia anterior, reprimir por la fuerza, "las demasías y desacatos de que es víctima la población". Se refiere a los llamados 'suministros', tierras repartidas tras la ocupación francesa entre aquellos que contribuyeron a la lucha contra los franceses abasteciendo a hábil,
A finales de ese siglo se revitaliza la actividad minera explotándose los ricos yacimientos de manganeso, cobre y piritas en Herrerías, Cabezas del Pasto y La Mina del Toro, creándose nuevos asentamientos como el poblado de Minas de Herrerías, lo que va a provocar un aumento considerable de la población, ininterrumpido incluso durante el conflicto civil y los años siguientes de penuria. Puebla de Guzmán alcanza el máximo poblacional en 1950 con 6661 habitantes.
Cabe resaltar, que el 15 de diciembre de 1930, vecinos de Puebla de Guzmán, siguiendo el golpe militar conocido como la sublevación de Jaca proclamaron la Segunda República española. Posteriormente, durante la guerra civil española la población sufrió una importante represión.
Dada las escasas iniciativas económicas de la zona, en esa década de los 50 se asiste a una moderada caída poblacional que se intensificará en los años 60 como consecuencia de la emigración. En esos momentos, la situación de crisis de la dehesa y los aprovechamientos agropecuarios y el declive de la minería no ofrece alternativas económicas viables para buena parte de sus habitantes. Algo más de 2000 personas buscarán en la emigración la única vía de sobrevivir partiendo hacia una capital onubense económicamente explosiva, además de emigrar a Barcelona, Madrid, Bilbao, Valencia y a algunos países extranjeros. 
Este proceso migratorio, aun siendo negativo, se modera en la década de los 70 y prácticamente se detiene en los 80. Actualmente la población asciende a unos 3200 habitantes.